# 北上门

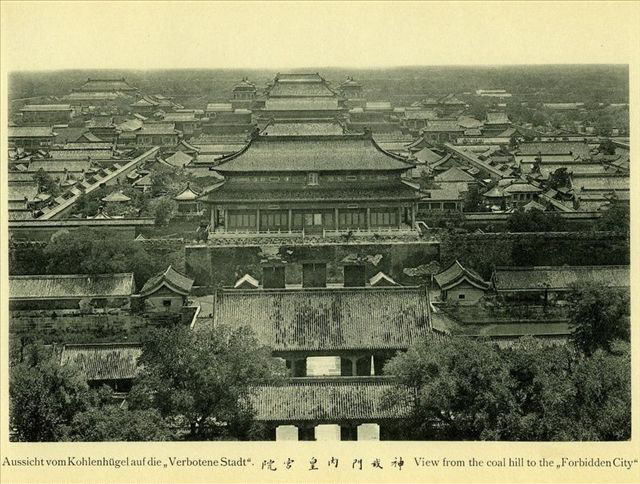
1900年代初，从景山南望紫禁城，位于神武门（图中上方）和景山门（图中下方）之间的是北上门

北上门，原址位于今北京市东城区故宫博物院神武门以北、景山公园景山门以南，现已无存。

## 简介
北上门位于故宫博物院神武门以北、景山公园景山门以南，坐北朝南。元朝史料记载，元大都宫城外无护城河，而有“大内夹垣”（即宫城卫城），“大内夹垣”的门是“上门”。可知北上门的命名应在元朝元世祖至元初年修建大都皇宫和大内夹垣时。有学者认为，北上门的前身可能是金朝太宁宫内廷的紫宸门，不过这种说法尚未获得公认。明朝永乐年间，按明里制在元皇宫与元大内夹垣之间规划了皇宫护城河（即今筒子河），并拆除了皇宫外侧元代的“大内夹垣”，但保留了“大内夹垣”的北上门、东上门、西上门及阙左门、阙右门。
《明宫史》记载，崇祯帝游禁苑的路线为：出东华门和东上门，沿东卫城与东禁城之间的驰道向北，过东上北门，到东长街（今北池子大街）北口，折向西至北上东门外，再折向北，进入山左里门。游毕，皇帝过北上门，进入玄武门回宫；其他人则按来时原路回宫。可见当时北上门仅供皇帝通行。
清朝定都北京后，继承了明朝的规划并继续沿用北上门。
中华人民共和国成立后，1956年5月底至6月上旬，北上门被拆除。这是北京中轴线上，继北中门、地安门之后被拆除的六座城门中的第三座，此后又有永定门城楼及箭楼、中华门被拆除。